# Brigitte Zarie
Brigitte Zarie es una cantante y compositora estadounidense nacida en Canadá.

## Primeros años
Brigitte Zarie nació en Toronto, Ontario, Canadá, de padres judíos marroquíes originarios de Casablanca, Marruecos. Su madre era cantante y su padre, soldado de la Legión Extranjera Francesa. Creció escuchando a Stan Getz y Frank Sinatra y aprendió a tocar y cantar con sus diez hermanos. Escuchó música Bebop por primera vez cuando su familia viajó a Buffalo, Nueva York. Asistió brevemente al Real Conservatorio de Música de Toronto, pero lo abandonó. Alrededor de 1995, se mudó a Nueva York.

## Carrera musical
Zarie canta en inglés, francés y portugués. En 2009, lanzó su primer álbum, Make Room for Me, arreglado y coescrito por Neil Jason. La revista Jazz Inside la llamó "La próxima sensación del jazz de Canadá". Al lanzar su segundo álbum L'amour en 2014, el crítico Christopher Zoukis del periódico Seattle Post-Intelligencer la comparó con Nina Simone. El álbum debutó en el número 1 en las listas francesas de Amazon Jazz y French iTunes Jazz.

## Vida personal
En 1998 se casó con el reconocido bajista Neil Jason.

## Discografía
- Make Room for Me (NJ Music, 2011)
- L'amour (NJ Music, 2013)
- Marie (2021)
- La Boheme